# Chikuma
Chikuma (千曲市?, Chikuma-shi) è una città giapponese della prefettura di Nagano.